# Liste der Monuments historiques in Sigalens
Die Liste der Monuments historiques in Sigalens führt die Monuments historiques in der französischen Gemeinde Sigalens auf.

## Liste der Bauwerke
| Bezeichnung                          | Beschreibung | Standort | Kennzeichnung | Schutzstatus | Datum | Bild           |
| ------------------------------------ | ------------ | -------- | ------------- | ------------ | ----- | -------------- |
| Friedhofskreuz in Aillas-le-Vieux    |              | (Lage)   | PA00083838    | Inscrit      | 1987  |                |
| Kirche Notre-Dame in Aillas-le-Vieux |              | (Lage)   | PA00083839    | Inscrit      | 1987  | weitere Bilder |
| Kirche St-Martin in Monclaris        |              | (Lage)   | PA00083840    | Inscrit      | 1987  | weitere Bilder |

## Liste der Objekte
- Monuments historiques (Objekte) in Sigalens in der Base Palissy des französischen Kultusministeriums